# Investissement Québec
Investissement Québec (IQ) est une société d'État québécoise créée en 1998 par une loi de l’Assemblée nationale du Québec, pour favoriser l'investissement au Québec des entreprises québécoises et internationales. Depuis sa création, elle réalise annuellement plus de 2000 interventions auprès d'entreprises du Québec. Son siège social est situé dans la ville de Québec.

## Description
Investissement Québec est à la fois une agence de développement économique et une société de financement.
Conformément à la politique économique du gouvernement du Québec, elle soutient des entreprises de toute taille, à tous les stades de leur croissance.
À travers son réseau régional de bureaux régionaux, elle offre des solutions financières adaptées, des services-conseils et de l'accompagnement en matière de transformation numérique et technologique, ainsi que du soutien à l'exportation.
Ses bureaux internationaux, situés aux États-Unis, en Europe et en Asie, contribuent au développement des exportations des entreprises québécoises tout en stimulant les investissements étrangers au Québec.

## Historique

### Prédécesseurs d'Investissement Québec (SGF, SDI)

#### Société générale de financement (1962–2010)
La loi créant la Société Générale de financement est adoptée le 12 juin 1962 (SGF). La création de la SGF s'inscrit dans la vision du gouvernement libéral de Jean Lesage de modernisation de l'économie québécoise. Jacques Parizeau, alors haut-fonctionnaire au sein du gouvernement du Québec, en est l'un des fondateurs. La SGF a alors pour objet de réaliser, en collaboration avec des partenaires et à des conditions de rentabilité normales, des projets de développement économique, notamment dans le secteur industriel, en conformité avec la politique de développement économique du gouvernement.
En 1998, la SGF est autorisée à acquérir les actions de Rexfor, de Soquem, de Soquia et de Soquip.

#### Société de développement industriel du Québec (1971–1998)
La loi de l'aide au développement industriel du Québec instituant la Société de développement industriel du Québec est adoptée le 8 avril 1971. La Société succède à l'Office du crédit industriel du Québec et en assume les obligations. La SDI a alors pour objectif de favoriser le développement économique du Québec, notamment en encourageant le développement des entreprises, la croissance des exportations et les activités de recherche et d’innovation. La Société doit s’assurer que l’aide accordée contribue à développer des activités économiques rentables engendrant des retombées significatives au Québec, particulièrement en matière de création d’emplois.
À l'automne de 1990, après l'abolition de la Société de développement des coopératives, le gouvernement du Québec confie cette responsabilité à la SDI.

### Création d'Investissement Québec et de Garantie Québec (1998)
Le 27 mai 1998, le ministre d'État à l'Économie et aux Finances, Bernard Landry, fait adopter le projet de loi créant Investissement Québec et Garantie Québec après avoir annoncé la création d'Investissement Québec lors du discours sur le budget du 31 mars 1998.
La loi entre en vigueur le 21 août 1998, ce qui marque la création effective d'Investissement Québec. En réunissant les ressources de la SDI et de la Direction générale des investissements étrangers du ministère de l'Industrie et du Commerce (MIC) du Québec, le gouvernement donne à la nouvelle société deux mandats jusqu'alors jamais réunis : le financement des entreprises du Québec et la prospection des investissements étrangers. Louis Roquet, président-directeur général de la SDI, devient le premier PDG d'IQ tandis que Jean Pronovost, sous-ministre au MIC, est nommé président du conseil d'administration.
Investissement Québec est également chargé de délivrer les attestations d'admissibilité à certains crédits d'impôt liés à l'investissement dans des centres désignés (Cité du multimédia et Carrefours de la nouvelle économie notamment). Un nouveau groupe d'employés experts est ainsi transféré à IQ.
En 2001, une loi vient modifier les statuts de la Société et permet la création de la filiale La Financière du Québec en remplacement de Garantie Québec. La Financière du Québec est fondue dans Investissement Québec en 2004.
En février 2002, Maurice Prud'homme succède à Louis Roquet au poste de président-directeur général. Il est également nommé président du conseil d'administration. Le gouvernement Landry nomme également Dominique Vachon au poste de directrice générale de La Financière du Québec.
Peu après les élections de 2003 qui sont remportées par le Parti libéral du Québec, le nouveau gouvernement nomme Jean Houde PDG et président du conseil d'administration d'Investissement Québec (après un bref intérim assuré par André Côté, alors vice-président à l'administration). Investissement Québec ouvre ses premiers bureaux régionaux la même année.

#### Élargissement du mandat (2003–2008)
Dans son budget de 2004, le ministre des Finances Yves Séguin annonce la création du Fonds d'intervention économique régional (FIER) doté de 300 millions de dollars. L'année suivante Investissement Québec constitue la filiale IQ FIER qui devient notamment commanditaire de FIER Partenaires, s.e.c., qui est spécifiquement chargée des FIERS qui interviennent dans des fonds sectoriels.
En septembre 2005, André Côté, vice-président à l'administration, est à nouveau nommé PDG et président du conseil d'administration par intérim. Il est remplacé à ces deux postes par Jacques Daoust, nommé en juin 2006 par le gouvernement Charest.
Le mandat d'Investissement Québec est à nouveau élargi en octobre 2006 lorsque le gouvernement lui confie la gestion du Programme de soutien à l'Industrie forestière (PSIF)[source insuffisante].
La gouvernance d'Investissement Québec est réformée en décembre 2006 lors de la modernisation de la loi sur la gouvernance des sociétés d'État qui fera en sorte que les postes de PDG et de président du conseil d'administration ne pourront dorénavant plus être combinés. Robert Cloutier est ainsi nommé président du conseil d'administration à la place de Jacques Daoust.
Investissement Québec publie son premier rapport sur le développement durable selon les principes de la Global Reporting Initiative (GRI) en 2007[source insuffisante].
En décembre 2008, le gouvernement accepte de mettre sur pied, à la suggestion d'Investissement Québec, le programme RENFORT doté d'une enveloppe de 1,2 milliard de dollars pour soutenir les entreprises pendant la crise économique de 2008 et faisant face à des enjeux de liquidités.

#### Fusion avec la SGF (2010–2011)
En septembre 2010, le gouvernement annonce la fusion de ses deux principaux leviers de développement économique qu'étaient Investissement Québec et la Société générale de financement. La nouvelle société conserve le nom d'Investissement Québec et intègre plusieurs filiales détenues précédemment par la SGF (tel Albecour et Rexforêt).
En décembre 2010, le gouvernement nomme Jacques Daoust comme PDG et Jean Bazin (ex-SGF) comme président du conseil d'administration d'Investissement Québec.
Le mandat d'Investissement Québec est à nouveau étendu en 2012 :
- Dans le cadre du Plan Nord promu par le gouvernement Charest, IQ constitue une nouvelle filiale appelée Ressources Québec.
- La division IQ Tourisme est également créée.
- IQ est également chargé en septembre 2012 par le nouveau gouvernement issu des élections de 2012 d'agir à titre de mandataire du gouvernement pour gérer le Fonds de développement économique (FDE).

En juillet 2013, le gouvernement Marois nomme Mario Albert au poste de PDG et Jean-Claude Scraire, ancien président de la Caisse de dépôt et placement du Québec à la présidence du conseil d'administration, il reste en poste moins d'une année et démissionne du poste de président du conseil en avril 2014. Il est remplacé par Louis Roquet, nommé par le nouveau gouvernement issu des élections de 2014.
En août 2014, Yves Lafrance, alors vice-président principal, est nommé au poste de PDG par intérim jusqu'en janvier 2015, date à laquelle Pierre Gabriel Côté est nommé.
Le gouvernement nomme Monique F. Leroux présidente du conseil d'administration au printemps 2016.
En avril 2019, Guy LeBlanc est nommé PDG et en mai 2022, Geneviève Fortier est nommée au poste de présidente du Conseil d'administration.
En février 2024, Bicha Ngo succède à Guy LeBlanc et devient PDG d'Investissement Québec.

### Révision du mandat (depuis 2019)
Quelques mois après les élections de 2018 remportées par la Coalition avenir Québec qui s'était engagée à réformer le mandat d'Investissement Québec pour stimuler les investissements et mieux attirer les capitaux étrangers, Pierre Fitzgibbon, ministre de l'Économie et de l'Innovation, dépose le projet de loi 27 à l'Assemblée nationale du Québec visant à réformer le mandat d'Investissement Québec.
Le gouvernement souhaite renforcer le rôle stratégique du Ministère de l'Économie et de l'Innovation (MEI) et d’Investissement Québec afin d’intervenir plus efficacement auprès des entreprises.
Selon le projet de loi 27, Investissement Québec deviendrait la porte d’entrée pour toutes les entreprises québécoises qui désirent réaliser leurs projets d'investissement et de développement d'affaires.
Le projet de loi prévoit également de fusionner le Centre de recherche industrielle du Québec (CRIQ) à Investissement Québec et la création d'Investissement Québec International, qui permettra une prospection plus proactive des investissements à l'international et de favoriser la diversification des exportations.
L'ajout d'Investissement Québec - CRIQ contribue également à bonifier l'offre de services en matière d'accompagnement en transformation numérique et technologique. En 2023, la marque Investissement Québec-CRIQ a été complètement intégrée à Investissement Québec, sous le chapeau des experts en innovation.
Le nouveau mandat entre en vigueur en 2020 et Investissement Québec renouvelle son image de marque pour souligner l'élargissement de son mandat[pertinence contestée][source insuffisante]. Les activités d'Export Québec sont intégrées à Investissement Québec International le 23 avril 2020.
Au printemps 2022, Geneviève Fortier, chef de la direction de Promutuel Assurances, est nommée présidente du conseil d'administration de la société.

## Identité visuelle (logotype)

Logo d'Investissement Québec de 1999 à 2014.
Logo d'Investissement Québec de 2014 à 2020.
Logo d'Investissement Québec depuis le 3 février 2020[39].